# Hamburger Sport-Verein 1984-1985
Questa voce raccoglie le informazioni riguardanti l'Hamburger Sport-Verein nelle competizioni ufficiali della stagione 1984-1985.

## Stagione
Nella stagione 1984-1985 l'Amburgo, allenato da Ernst Happel, concluse il campionato di Bundesliga al 5º posto. In Coppa di Germania l'Amburgo fu eliminato al primo turno dal Geislingen. In Coppa UEFA l'Amburgo fu eliminato agli ottavi di finale dall'Inter.

## Rosa
| N. |                     | Ruolo | Calciatore           |
| -- | ------------------- | ----- | -------------------- |
|    | Germania (bandiera) | P     | Uwe Hain             |
|    | Germania (bandiera) | P     | Uli Stein            |
|    | Germania (bandiera) | D     | Jürgen Groh          |
|    | Germania (bandiera) | D     | Christian Hofmeister |
|    | Germania (bandiera) | D     | Ditmar Jakobs        |
|    | Germania (bandiera) | D     | Manfred Kaltz        |
|    | Belgio (bandiera)   | D     | Gerard Plessers      |
|    | Germania (bandiera) | D     | Bernd Schuhmann      |
|    | Germania (bandiera) | D     | Bernd Wehmeyer       |

| N. |                     | Ruolo | Calciatore        |
| -- | ------------------- | ----- | ----------------- |
|    | Germania (bandiera) | C     | Felix Magath      |
|    | Germania (bandiera) | C     | Wolfgang Rolff    |
|    | Germania (bandiera) | C     | Michael Schröder  |
|    | Norvegia (bandiera) | C     | Erik Soler        |
|    | Germania (bandiera) | C     | Thomas von Heesen |
|    | Scozia (bandiera)   | A     | Mark McGhee       |
|    | Germania (bandiera) | A     | Jürgen Milewski   |
|    | Germania (bandiera) | A     | Kai Steffen       |
|    | Germania (bandiera) | A     | Wolfram Wuttke    |

## Organigramma societario
Area tecnica
- Allenatore: Ernst Happel
- Allenatore in seconda: Gerd-Volker Schock
- Preparatore dei portieri:
- Preparatori atletici:

## Calciomercato

### Sessione estiva
| Acquisti | Acquisti        | Acquisti       | Acquisti |
| R.       | Nome            | da             | Modalità |
| -------- | --------------- | -------------- | -------- |
| A        | Mark McGhee     | Aberdeen       |          |
| D        | Gerard Plessers | Standard Liegi |          |
| C        | Erik Soler      | Tønsberg       |          |

| Cessioni | Cessioni               | Cessioni         | Cessioni |
| R.       | Nome                   | a                | Modalità |
| -------- | ---------------------- | ---------------- | -------- |
| D        | Dieter Brefort         | Blau-Weiß Berlin |          |
| C        | Allan Hansen           | Odense           |          |
| C        | Jimmy Hartwig          | Colonia          |          |
| A        | Dieter Schatzschneider | Schalke 04       |          |

### Sessione invernale
| Acquisti | Acquisti | Acquisti | Acquisti |
| R.       | Nome     | da       | Modalità |
| -------- | -------- | -------- | -------- |

| Cessioni | Cessioni | Cessioni | Cessioni |
| R.       | Nome     | a        | Modalità |
| -------- | -------- | -------- | -------- |

## Risultati

### Bundesliga

#### Girone di andata
| Arbitro: | Dellwing |

|                 |           |                           |
| Zorc 73’ (rig.) | Marcatori | 61’ von Heesen 87’ Magath |

| Arbitro: | Brehm |

|                  |           |           |
| Kaltz 86’ (rig.) | Marcatori | 4’ Criens |

| Bochum 8 settembre 1984, ore 15:30 CEST 3ª giornata | Bochum   | 0 – 0 referto | Amburgo | Ruhrstadion (30 000 spett.)\| Arbitro: \| Brückner \| |
| Arbitro:                                            | Brückner |               |         |                                                       |

| Arbitro: | Ermer |

|            |           |          |
| Wuttke 90’ | Marcatori | 2’ Röber |

| Arbitro: | Assenmacher |

|          |           |            |
| Keim 12’ | Marcatori | 79’ McGhee |

| Arbitro: | Wuttke |

|                                      |           |                     |
| Schröder 12’ McGhee 22’ Milewski 68’ | Marcatori | 59’ Allofs 86’ Wolf |

| Arbitro: | Ahlenfelder |

|                              |           |                |
| Worm 26’ Pahl 71’ Gorski 77’ | Marcatori | 15’ von Heesen |

| Arbitro: | Jupe |

|                                             |           |  |
| McGhee 10’ Wehmeyer 26’ von Heesen 28’, 66’ | Marcatori |  |

| Arbitro: | Wahmann |

|                                                     |           |                          |
| Reinders 44’ Völler 54’, 81’ Neubarth 64’ Meier 65’ | Marcatori | 42’ von Heesen 87’ Kaltz |

| Arbitro: | Matheis |

|           |           |             |
| Rolff 76’ | Marcatori | 90’ Klinger |

| Arbitro: | Hontheim |

|               |           |                |
| Wohlfarth 36’ | Marcatori | 87’ von Heesen |

| Arbitro: | Werner |

|                              |           |             |
| Wehmeyer 32’ Wuttke 47’, 66’ | Marcatori | 30’ Hartwig |

| Arbitro: | Niebergall |

|              |           |           |
| Klinsmann 6’ | Marcatori | 57’ Rolff |

| Arbitro: | Pauly |

|                                                                  |           |                      |
| von Heesen 3’ McGhee 5’ Schröder 10’ Sebert 22’ (aut.) Rolff 65’ | Marcatori | 69’ Walter 84’ Makan |

| Arbitro: | Gabor |

|                                 |           |                           |
| Dusend 48’, 73’ Thiele 60’, 67’ | Marcatori | 24’ Wuttke 32’ von Heesen |

| Arbitro: | Ahlenfelder |

|                             |           |  |
| Milewski 69’ von Heesen 81’ | Marcatori |  |

| Arbitro: | Schmidhuber |

|                                            |           |  |
| Schatzschneider 17’, 83’ Täuber 37’ (rig.) | Marcatori |  |

#### Girone di ritorno
| Arbitro: | Föckler |

|                                       |           |                          |
| von Heesen 20’, 23’, 49’ Milewski 63’ | Marcatori | 34’ Wegmann 76’ Răducanu |

| Arbitro: | Theobald |

|  |           |              |
|  | Marcatori | 69’ Milewski |

| Arbitro: | Dellwing |

|                               |           |            |
| Wehmeyer 8’ Milewski 43’, 83’ | Marcatori | 74’ Schulz |

| Arbitro: | Walz |

|              |           |  |
| Cha 33’, 50’ | Marcatori |  |

| Amburgo 9 marzo 1985, ore 15:30 CET 22ª giornata | Amburgo | 0 – 0 referto | Karlsruhe | Volksparkstadion (12 200 spett.)\| Arbitro: \| Uhlig \| |
| Arbitro:                                         | Uhlig   |               |           |                                                         |

| Arbitro: | Jupe |

|            |           |              |
| Brehme 34’ | Marcatori | 50’ Milewski |

| Arbitro: | Kautschor |

|                                                     |           |  |
| McGhee 3’ Magath 14’ Wehmeyer 16’ Milewski 45’, 75’ | Marcatori |  |

| Arbitro: | Niebergall |

|                              |           |                  |
| Reich 13’, 75’, 82’ Hupe 89’ | Marcatori | 76’ (rig.) Kaltz |

| Arbitro: | Schmidhuber |

|                           |           |  |
| Magath 32’ von Heesen 53’ | Marcatori |  |

| Arbitro: | Neuner |

|                              |           |           |
| Funkel 41’ (rig.) de Loo 79’ | Marcatori | 32’ Rolff |

| Arbitro: | Pauly |

|                        |           |               |
| Plessers 5’ McGhee 21’ | Marcatori | 50’ Wohlfarth |

| Arbitro: | Tritschler |

|                       |           |            |
| Allofs 69’ Engels 73’ | Marcatori | 35’ Jakobs |

| Arbitro: | Ahlenfelder |

|                               |           |               |
| Wuttke 7’ von Heesen 72’, 80’ | Marcatori | 63’ Klinsmann |

| Arbitro: | Wuttke |

|                                         |           |            |
| Schön 22’ Sebert 36’ (rig.) Gaudino 71’ | Marcatori | 26’ Wuttke |

| Arbitro: | Brückner |

|                  |           |                       |
| Kaltz 48’ (rig.) | Marcatori | 28’ Kaiser 46’ Dusend |

| Arbitro: | Ahlenfelder |

|              |           |  |
| Berthold 54’ | Marcatori |  |

| Arbitro: | Schmidhuber |

|                         |           |  |
| Schröder 21’ Wuttke 74’ | Marcatori |  |

### Coppa di Germania
| Arbitro: | Probst |

|                       |           |  |
| Haug 29’ Perfetto 71’ | Marcatori |  |

### Coppa UEFA
| Southampton 19 settembre 1984 Primo turno | Southampton | 0 – 0 referto | Amburgo | The Dell (19 178 spett.)\| Arbitro: \| Schoeters \| |
| Arbitro:                                  | Schoeters   |               |         |                                                     |

| Arbitro: | Bergamo |

|                             |           |  |
| Kaltz 69’ (rig.) McGhee 89’ | Marcatori |  |

| Arbitro: | Wurtz |

|                                           |           |  |
| McGhee 19’ von Heesen 43’, 89’ Magath 62’ | Marcatori |  |

| Arbitro: | Bridges |

|              |           |                      |
| Zdravkov 89’ | Marcatori | 8’ Wuttke 53’ McGhee |

| Arbitro: | Daina |

|                                  |           |                |
| Bergomi 1’ (aut.) von Heesen 85’ | Marcatori | 46’ Rummenigge |

| Arbitro: | Hackett |

|                  |           |  |
| Brady 77’ (rig.) | Marcatori |  |

## Statistiche

### Statistiche di squadra
| Competizione      | Punti | In casa | In casa | In casa | In casa | In casa | In casa | In trasferta | In trasferta | In trasferta | In trasferta | In trasferta | In trasferta | Totale | Totale | Totale | Totale | Totale | Totale | DR  |
| Competizione      | Punti | G       | V       | N       | P       | Gf      | Gs      | G            | V            | N            | P            | Gf           | Gs           | G      | V      | N      | P      | Gf     | Gs     | DR  |
| ----------------- | ----- | ------- | ------- | ------- | ------- | ------- | ------- | ------------ | ------------ | ------------ | ------------ | ------------ | ------------ | ------ | ------ | ------ | ------ | ------ | ------ | --- |
| Bundesliga        | 37    | 17      | 12      | 4       | 1       | 42      | 15      | 17           | 2            | 5            | 10           | 16           | 34           | 34     | 14     | 9      | 11     | 58     | 49     | +9  |
| Coppa di Germania | -     | 0       | 0       | 0       | 0       | 0       | 0       | 1            | 0            | 0            | 1            | 0            | 2            | 1      | 0      | 0      | 1      | 0      | 2      | -2  |
| Coppa UEFA        | -     | 3       | 3       | 0       | 0       | 8       | 1       | 3            | 1            | 1            | 1            | 2            | 2            | 6      | 4      | 1      | 1      | 10     | 3      | +7  |
| Totale            | 37    | 20      | 15      | 4       | 1       | 50      | 16      | 21           | 3            | 6            | 12           | 18           | 38           | 41     | 18     | 10     | 13     | 68     | 54     | +14 |

### Andamento in campionato
| Giornata  | 1 | 2 | 3 | 4 | 5 | 6 | 7 | 8 | 9 | 10 | 11 | 12 | 13 | 14 | 15 | 16 | 17 | 18 | 19 | 20 | 21 | 22 | 23 | 24 | 25 | 26 | 27 | 28 | 29 | 30 | 31 | 32 | 33 | 34 |
| --------- | - | - | - | - | - | - | - | - | - | -- | -- | -- | -- | -- | -- | -- | -- | -- | -- | -- | -- | -- | -- | -- | -- | -- | -- | -- | -- | -- | -- | -- | -- | -- |
| Luogo     | T | C | T | C | T | C | T | C | T | C  | T  | C  | T  | C  | T  | C  | T  | C  | T  | C  | T  | C  | T  | C  | T  | C  | T  | C  | T  | C  | T  | C  | T  | C  |
| Risultato | V | N | N | N | N | V | P | V | P | N  | N  | V  | N  | V  | P  | V  | P  | V  | V  | V  | P  | N  | N  | V  | P  | V  | P  | V  | P  | V  | P  | P  | P  | V  |
| Posizione | 6 | 7 | 9 | 6 | 6 | 3 | 8 | 3 | 7 | 6  | 9  | 6  | 6  | 4  | 6  | 6  | 6  | 6  | 5  | 4  | 5  | 4  | 4  | 4  | 4  | 4  | 4  | 4  | 6  | 4  | 6  | 6  | 7  | 5  |

Legenda:

Luogo: C = Casa; T = Trasferta. Risultato: V = Vittoria; N = Pareggio; P = Sconfitta.

### Statistiche dei giocatori
| Giocatore     | Bundesliga | Bundesliga | Bundesliga  | Bundesliga | Coppa di Germania | Coppa di Germania | Coppa di Germania | Coppa di Germania | Coppa UEFA | Coppa UEFA | Coppa UEFA  | Coppa UEFA | Totale   | Totale | Totale      | Totale     |
| Giocatore     | Presenze   | Reti       | Ammonizioni | Espulsioni | Presenze          | Reti              | Ammonizioni       | Espulsioni        | Presenze   | Reti       | Ammonizioni | Espulsioni | Presenze | Reti   | Ammonizioni | Espulsioni |
| ------------- | ---------- | ---------- | ----------- | ---------- | ----------------- | ----------------- | ----------------- | ----------------- | ---------- | ---------- | ----------- | ---------- | -------- | ------ | ----------- | ---------- |
| J. Groh       | 24         | 0          | 3           | 0          | 1                 | 0                 | 0                 | 0                 | 3          | 0          | 0           | 0          | 28       | 0      | 3           | 0          |
| U. Hain       | 1          | 0          | 0           | 0          | 0                 | 0                 | 0                 | 0                 | 0          | 0          | 0           | 0          | 1        | 0      | 0           | 0          |
| C. Hofmeister | 10         | 0          | 2           | 0          | 0                 | 0                 | 0                 | 0                 | 1          | 0          | 0           | 0          | 11       | 0      | 2           | 0          |
| D. Jakobs     | 29         | 1          | 9           | 1          | 1                 | 0                 | 1                 | 0                 | 6          | 0          | 0           | 0          | 36       | 1      | 10          | 1          |
| M. Kaltz      | 29         | 4          | 3           | 0          | 1                 | 0                 | 0                 | 0                 | 6          | 1          | 0           | 0          | 36       | 5      | 3           | 0          |
| F. Magath     | 32         | 3          | 1           | 0          | 1                 | 0                 | 0                 | 0                 | 6          | 1          | 0           | 0          | 39       | 4      | 1           | 0          |
| M. McGhee     | 26         | 6          | 1           | 0          | 1                 | 0                 | 0                 | 0                 | 6          | 3          | 0           | 0          | 33       | 9      | 1           | 0          |
| J. Milewski   | 23         | 9          | 1           | 0          | 1                 | 0                 | 0                 | 0                 | 4          | 0          | 0           | 0          | 28       | 9      | 1           | 0          |
| G. Plessers   | 16         | 1          | 4           | 0          | 0                 | 0                 | 0                 | 0                 | 0          | 0          | 0           | 0          | 16       | 1      | 4           | 0          |
| W. Rolff      | 32         | 4          | 4           | 0          | 1                 | 0                 | 0                 | 0                 | 5          | 0          | 0           | 0          | 38       | 4      | 4           | 0          |
| M. Schröder   | 30         | 3          | 3           | 0          | 1                 | 0                 | 0                 | 0                 | 6          | 0          | 0           | 0          | 37       | 3      | 3           | 0          |
| B. Schuhmann  | 3          | 0          | 0           | 0          | 0                 | 0                 | 0                 | 0                 | 2          | 0          | 0           | 0          | 5        | 0      | 0           | 0          |
| E. Soler      | 24         | 0          | 1           | 0          | 0                 | 0                 | 0                 | 0                 | 6          | 0          | 0           | 0          | 30       | 0      | 1           | 0          |
| K. Steffen    | 5          | 0          | 0           | 0          | 0                 | 0                 | 0                 | 0                 | 3          | 0          | 0           | 0          | 8        | 0      | 0           | 0          |
| U. Stein      | 33         | 0          | 1           | 0          | 1                 | 0                 | 0                 | 0                 | 6          | 0          | 0           | 0          | 40       | 0      | 1           | 0          |
| B. Wehmeyer   | 34         | 4          | 4           | 0          | 1                 | 0                 | 0                 | 0                 | 5          | 0          | 0           | 0          | 40       | 4      | 4           | 0          |
| W. Wuttke     | 25         | 7          | 3           | 0          | 1                 | 0                 | 0                 | 0                 | 4          | 1          | 0           | 0          | 30       | 8      | 3           | 0          |
| T. von Heesen | 32         | 15         | 1           | 0          | 1                 | 0                 | 0                 | 0                 | 5          | 3          | 0           | 0          | 38       | 18     | 1           | 0          |